# شش پیکان

پرچمِ حزب جمهوری‌خواه خلق

شش پیکان یا شش تیر (ترکی استانبولی: Altı Ok) نماد و پرچم حزب جمهوری‌خواه خلق ترکیه (CHP) است. پیکان‌ها نشان‌دهنده ستون‌های بنیادینِ کمالیسم، مَرامِ بنیانگذار ترکیه اند که عبارتند از جمهوری‌خواهی، فولکیسم (Folkism)، ناسیونالیسم، لائیسیته، دولت‌گرایی (Statism) و اصلاح‌طلبی. تصور می‌شود که این پیکان‌ها توسط اسماعیل حَقّی تُنگوچ، دانشمندِ تُرکیه‌ای که سهم چشمگیری در سیستم آموزشی ترکیه داشته‌است، طراحی شده‌اند. اصول شش پیکان در ۵ فوریه ۱۹۳۷ به قانون اساسی ترکیه افزوده شدند. از اوت ۱۹۳۸ این پرچم در تمام ساختمان‌های رسمی به اهتزاز درآمد.

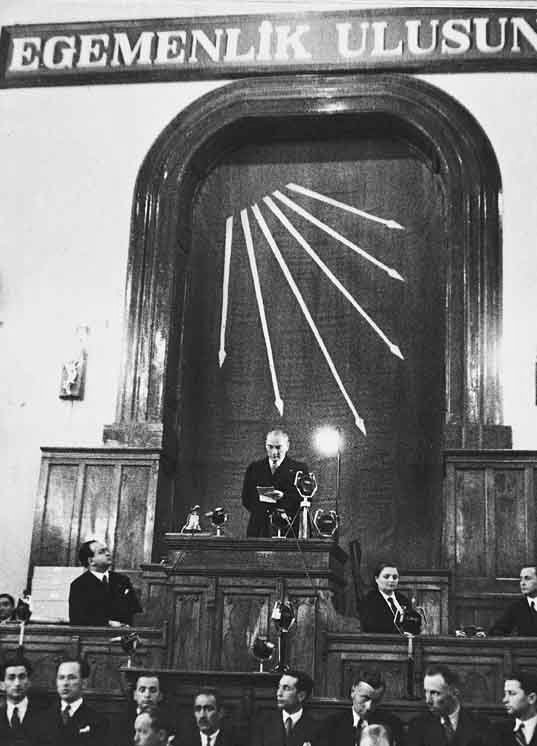
شش اصولِ بنیادینِ آتاتُرک که با نماد شش پیکان نمایش داده می‌شود.